# 英仙-飞马座纖維狀結構
英仙-飞马座纤维状结构是一个包含英仙-双鱼超星系团，跨越约10亿光年的大尺度纤维状结构。当下，它被认为是宇宙中已知最大的结构之一。这个纤维状结构毗邻双鱼-鲸鱼座超星系团复合体。

## 发现
1985年，新墨西哥州立大学的大卫·巴图斯基和杰克·伯恩斯发现了英仙-飞马座纤维状结构。